# 里弗顿 (堪萨斯州)
里弗顿（英語：Riverton）是美国堪薩斯州切羅基縣的一个非建制地區和普查规定居民点。有66号堪萨斯州州道（前66号美国国道）和美国的路线69替代以及400号美国国道经过。堪薩斯州只有三个城镇在前66号美国国道的路线上。在2010年的人口普查中有人口929人。